# La bohèmia
La bohèmia és un quadre del pintor neerlandès Frans Hals. Està realitzat en oli sobre fusta. Va ser pintat cap a 1628-1630, i actualment es troba al Museu del Louvre, de París, on fou llegat el 1869 per Louis La Caze.
Aquest és possiblement el més conegut dels retrats de tipus populars executats per Hals. Es creu que més aviat era una prostituta, per la intenció de què Hals la va dotar, amb l'ús de la llum rasant a l'escot, l'expressió desenvolupada de la model i el caràcter provocatiu del vestit, així com en la seva mirada i en la boca entreoberta, cosa que era insòlita en un retrat femení, ja que mai no s'havia de representar el personatge somrient, ni ensenyant les dents, per considerar-se provocatiu i indecent. El retrat de personatges dels baixos fons de Haarlem era un tema habitual en Frans Hals.